# Kineska rukometna reprezentacija
Kineska rukometna reprezentacija predstavlja državu Kinu u športu rukometu.
Krovna organizacija:

## Nastupi naAP
- prvaci:
- doprvaci: 1979., 2000.
- treći: 1977., 1991.

## Nastupi naAzijskim igrama
- prvaci:
- doprvaci:
- treći:

## Nastupi naOI
- prvaci:
- doprvaci:
- treći:

## Nastupi naSP
- prvaci:
- doprvaci:
- treći: